# The Malaria Research and Training Center
The Malaria Research and Training Center (Centro de Investigación y Formación de la Malaria), de Malí, se creó en 1989 como resultado de la colaboración entre el personal de la Facultad de Medicina, Farmacia y Odontoestomatología de los Institutos Nacionales de Salud de los Estados Unidos (NIH), la Fundación Rockefeller y la Organización Mundial de la Salud. Posteriormente, se fueron sumando al proyecto otros programas de la Agencia Estadounidense para el Desarrollo Internacional (USAID), así como otras instituciones benéficas. En la actualidad, el MRTC está constituido como una organización unitaria, donde el trabajo es planificado, dirigido y ejecutado por personal maliense. El centro abarca todos los campos de investigación de la malaria y todos los esfuerzos se dirigen al desarrollo y prueba de estrategias apropiadas para el control de la malaria y la reducción de la carga de enfermedad en la población de Malí, su región y el resto de África. El doctor Ogobara Doumbo  dirige el centro y el programa de ensayos de vacunas que el MRTC lleva a cabo en colaboración con la Unidad de Desarrollo de la Vacuna de la Malaria del Laboratorio de Enfermedades Parasitarias de los Institutos Nacionales de Salud de Estados Unidos. Asimismo, el MRTC es pionero en el desarrollo de tecnologías para detectar la presencia de parásitos resistentes a partir de una simple gota de sangre en papel de filtro, lo que permite luchar contra la resistencia de la malaria a determinadas drogas.
The Malaria Research and Training Center (Centro de Investigación y Formación de la Malaria) fue galardonado junto con otras tres instituciones, al Premio Príncipe de Asturias de Cooperación Internacional 2008.